# Station Wien Stadlau
Wien Stadlau is een station aan Laaer Ostbahn in de Oostenrijkse hoofdstad Wenen dat in 1870 werd geopend. Het is het grootste emplacement in het 22e district en strekt zich uit tussen de Neuhaufenstraße en de Hirschstettner Straße. Naast het eigenlijke station Wien Stadlau en de halte Wien Erzherzog-Karl-Straße omvat het ook de goederenstations Stadlau en Stadlau-Nord. Sinds 2010 heeft ook de metro hier een station.

## Keizerrijk
Het station werd op 24 november 1870 door de Oostenrijks-Hongaarse Staatsspoorwegen (StEG) in gebruikgenomen. Destijds was het de splitsing van de Laaer Ostbahn (tot 1945 een van de twee spoorverbindingen tussen Wenen en Brno) en de Marchegger Ostbahn naar Bratislava, ooit de route van de Oriënt Express. De treinen op beide routes beginnen op het Hauptbahnhof, voor 2012 Ostbahnhof, 10,5 km verwijderd van het stationsgebouw dat tussen 1870 en 2010 werd gebruikt. De halte Wien Erzherzog-Karl-Straße ligt bij kilometerpaal 11,3. Door de komst van de Ostbahn en de in 1875 voltooide doorsteek van de Donau ontwikkelde Stadlau zich van een onbeduidend dorp tot een groot spoorwegknooppunt en industriegebied dat in 1904 door Wenen werd geannexeerd. 
Van meet af aan was het van grote betekenis als splitsings- en goederenstation dat al bij de opening over 20 sporen van 1523 meter en ongeveer 100 wissels beschikte. Naast het stationsgebouw van StEG klasse II was er voor het personeel een appartementencomplex met een post en telegraafkantoor op de begane grond, een goederenloods en een depot met twee viersporige locloodsen en een draaischijf met werkplaats. 
Door de toenemende betekenis als station voor het splitsen en koppelen van treinen in Wenen moest het aantal sporen al spoedig worden uitgebreid. Al in 1872 werd een lijn naar Süßenbrunn als aansluiting op de Nordbahn geopend, in 1897 volgde een aanzienlijke uitbreiding waarbij 4000 m aan sporen en 25 wissels werden toegevoegd. In 1904 kende het station 30 spoorwegbeambten en 590 assistent spoorwegbeamten en stationsmedewerkers, en werden 120 treinen per dag afgehandeld. In 1909 werd de treindienst overgenomen door de k.k. Staatsbahnen. In het kader van de opening van het rangeerterrein Breitenlee werden tot 1916 verschillende uitbreidingen gerealiseerd.

## 1918 – 1945
Omdat de Ostbahnbrücke slechts een kleine aslast toeliet moesten in Stadlau steeds oudere en daarmee lichtere locomotieven gereed staan voor trek en duwdiensten over de brug. De treindelen werden hiermee over de brug gereden en de moderne, zwaardere, locomotieven die niet over de brug konden namen de zware treinen weer over aan de andere kant van de brug. Na de Eerste Wereldoorlog zakte het vervoer korte tijd in, maar de conjunctuur na de oorlog dreef de verkeersstroom af en toe zelfs op tot bijna 4000 wagons in 24 uur, een aantal dat later niet meer bereikt werd. De crisis van de jaren 1930 leidde tot het verkleinen van het personeelsbestand en de locomotievenloods werd een filiaal van Wien Ost. 
Na de anschluss nam de betekenis van het station weer toe, helemaal na de annexatie van Tsjecho-Slowakije. De voorzieningen bleken snel onvoldoende voor de wensen van de Deutsche Reichsbahn. Er werd een zessporig emplacement met rangeerheuvel toegevoegd alsmede een verbindingsspoorlijn naar Leopoldau. Op 6 oktober 1941 werd de ölhafenbahn naar de oliehaven in Lobau aangesloten die tot een verdere groei van het vervoer leidde. Aan het einde van de Tweede Wereldoorlog lag het station aan het front en werd het zwaar beschadigd. Alle wissels werden door terugtrekkend spoorwegpersoneel opgeblazen en de locomotievenloodsen werden inclusief de locomotieven in brand gestoken.

## Na 1945
Na afloop van de oorlog werd het emplacement hersteld en Stadlau bleef ondanks het ijzerengordijn dankzij de vele spoorlijnen een belangrijk goederenstation. Tijdens de wederopbouw waren veel oudere locomotiefreeksen in Stadlau ondergebracht waaronder de ÖBB-Baureihe 55. Na de opheffing van het rangeerterrein Strasshof werden diens taken overgenomen door  Stadlau, dat echter niet was opgewassen tegen de 1300 wagons per dag tijdens de graanoogst en overbelast raakte omdat het slechts 1000 wagons per dag kon verwerken. In de jaren 1973/74 werd het station onder de draad gebracht net als de lijn naar Süßenbrunn en in 1976 werd het station opgenomen in de S-Bahn van Wenen. In 1979 werd een NX-beveiliging in gebruik genomen dat in 1996 door een elektronisch seinhuis werd vervangen. In december 2009 werd  het hele emplacement hernoemd tot Stadlau Frachtenbahnhof. De S-Bahn halte werd op 2 oktober 2010 verplaatst naar het metrostation dat dezelfde dag geopend werd en de S-Bahn halte Wien Erzherzog-Karl-Straße ligt aan de noordkant van het emplacement bij de splitsing van de Marchegger Ostbahn en de Laaer Ostbahn.

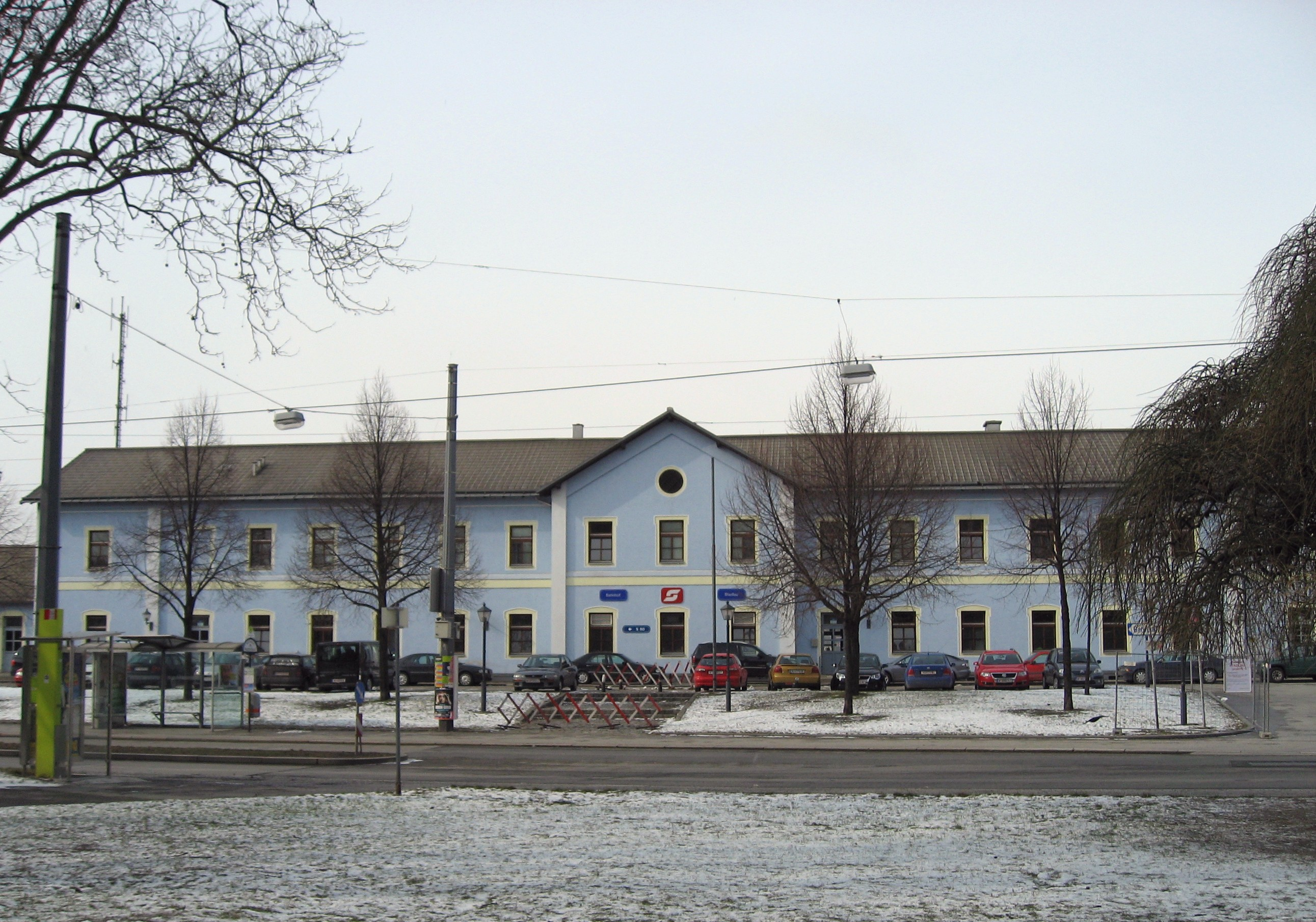
Het stationsgebouw uit 1870 in 2009.
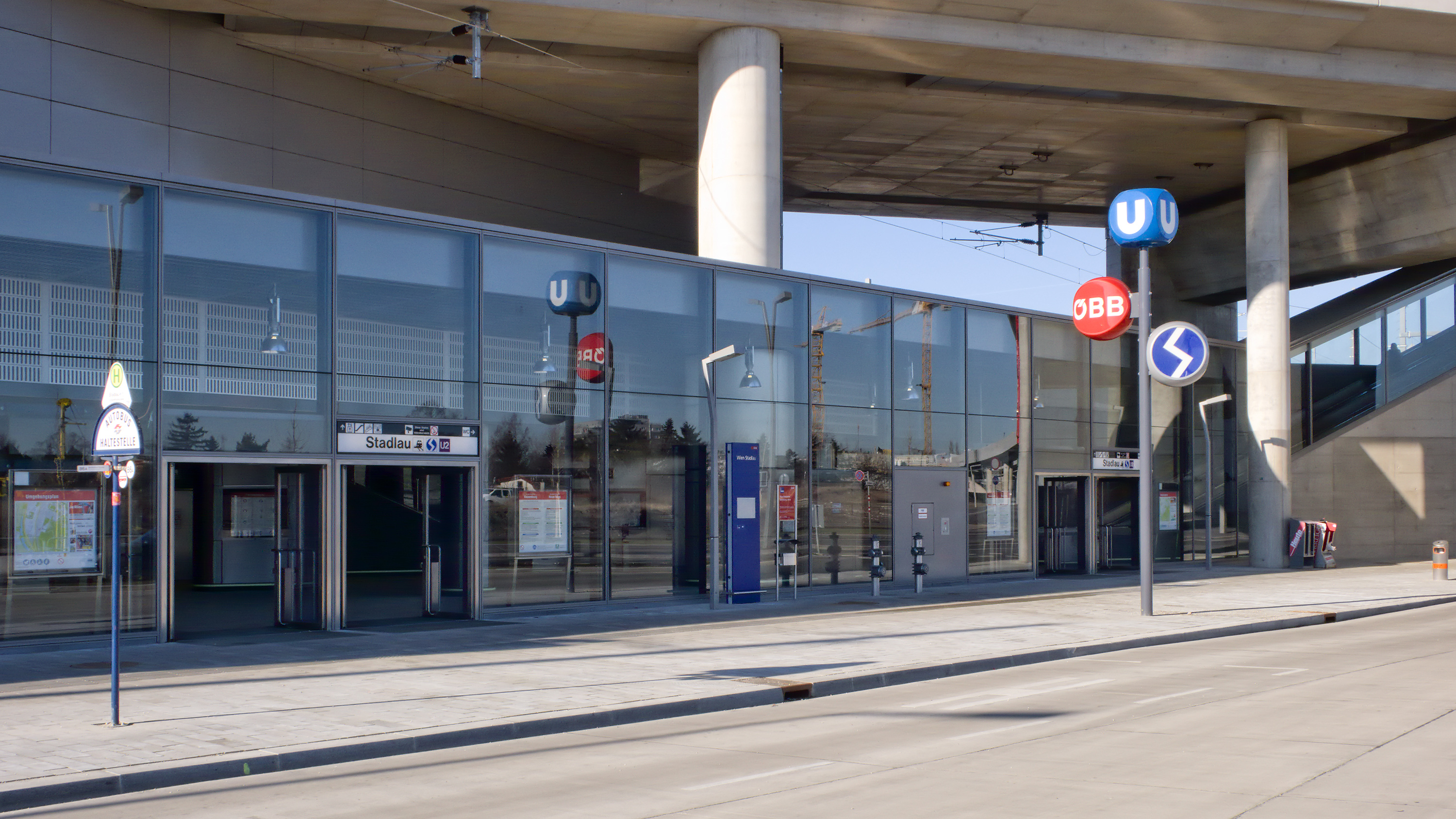
Het stationsgebouw uit 2010 aan de Kaisermühlenstraße.
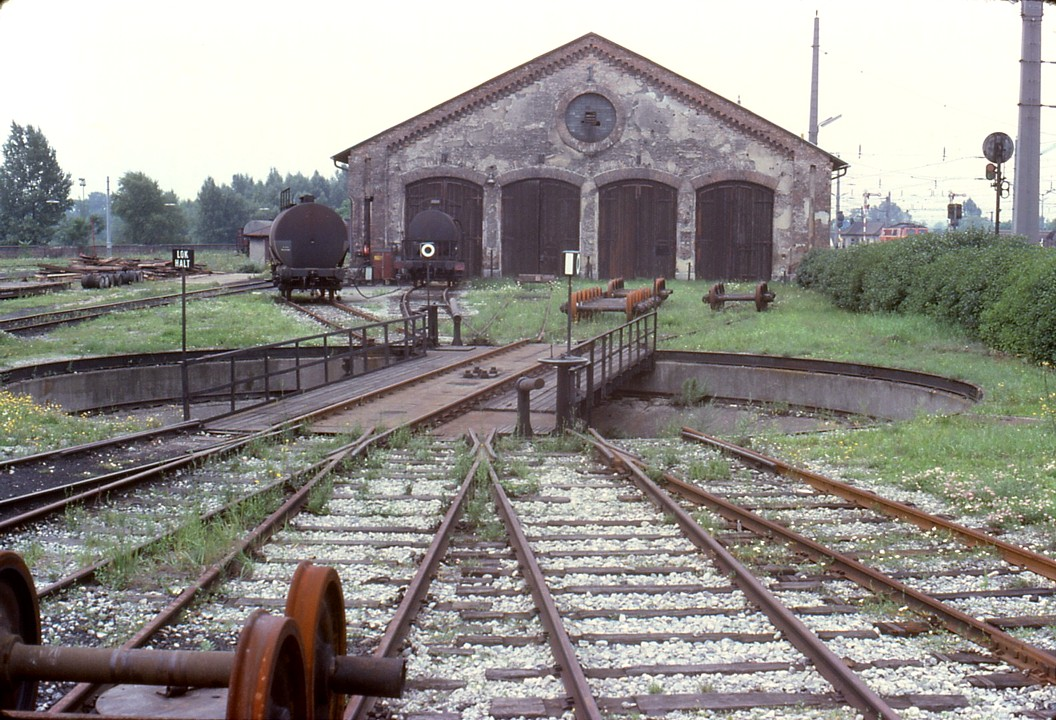
Een van de locloodsen met draaischijf in 1979.